# Fernando Fernández de Valenzuela
 Fernando Fernández de Valenzuela (Bogotá, el 14 de septiembre de 1616- Jerez de la Frontera, el 10 de octubre de 1677) fue un escritor y teólogo colombiano. Es conocido por ser el autor de  Tesaurus Linguæ Latinæ que incluye Láurea Crítica obra de carácter gongorista considerada la primera obra dramática en Colombia, también fue el encargado de trasladar los restos del arzobispo fray Bernardino de Almansa en 1638 a Madrid al convento de las descalzas franciscas de Jesús, María y José.

## Obras
- Tesaurus Linguæ Latinæ (1629)
- Láurea Crítica (1629)
- Fúnebre panegírico (1662)
- Despedida de un religioso y A nuestro gloriosíssimo patriarca y padre san Bruno[1]